# Makoto Atsuta
Makoto Atsuta (熱田 眞 Atsuta Makoto?), född 16 september 1976 i Tokyo prefektur, är en japansk före detta fotbollsspelare.
Atsuta började sin karriär 1999 i Kyoto Purple Sanga. Med Kyoto Purple Sanga vann han japanska cupen 2002. 2003 blev han utlånad till Albirex Niigata. Han avslutade karriären 2004.